# 殖民地俱樂部
殖民地俱樂部（Colony Club）是一個位於紐約市的只限女性參加了社交俱樂部，創建於1903年。該俱樂部是紐約市首個只限女性參加的社交俱樂部。許多富裕女性和名媛都曾是該俱樂部的會員，如瑪德琳·阿斯特等。俱樂部建築也是紐約市地標之一。

## 外部連結
- Documenting the Gilded Age: New York City Exhibitions at the Turn of the 20th Century （页面存档备份，存于）. A New York Art Resources Consortium project. Exhibition catalogs from the Colony Club.